# Rashtriya Janata Dal
Rashtriya Janata Dal (RJD) o "National People's Party" és un partit polític de l'Índia a l'estat de Bihar.
Fou fundat el 1997 per Laloo Prasad Yadav, expresident del Janata Dal, quan fou apartat d'aquest càrrec per Sharad Yadav. La seva base són els yadavs i els musulmans, dues comunitats importants a l'estat. El 2008 fou reconegut com a partit nacional però va perdre aquesta condició el 30 de juliol del 2010.
La seva bandera és verda amb un llum d'oli al mig, delineat en blanc. La branca de dones (Mahila) utilitza també bandera verda amb un disc blanc dins del qual la figura d'una dona índia. La secció juvenil (Yuva Rashtriya Janata Dal) utilitza la bandera amb el seu emblema, el llum amb una Y de color safrà i dues mans blanques entrellaçant-se sota les quals una cinta verda amb el nom en blanc.